# Ekvadorska nogometna reprezentacija
Nogometna reprezentacija Ekvadora predstavlja  Ekvador u međunarodnom nogometu.  
Duže vrijeme bili su jedna od slabijih momčadi CONMEBOL-a, no danas su jedan od njegovih najrespektabilnijih sastava. 
Kritičari reprezentacije njihov uspjeh pripisuju samo uvjetima i aklimaciji na kojoj igraju u Quitu (stadion se nalazi 2600 m iznad morske razine).

## Povijest
Iako nikad nisu postigli neki veći uspjeh do ovog tisućljeća, Ekvadorci nisu nikad bili bez perspektivnosti.
Prvi put su se natjecali na kvalifikacijama 1962., no u dvije utakmice Argentina ih je pobijedila visokim rezultatom. No kvalifikacije za prvenstvo 1966. su ih slomile, iako su bile jedne od boljih momčadi, izgubili su od domaćina iz 1962. i trećeplasiranog Čilea i oslabljene Kolumbije.  
1993. osvojili su četvrto mjesto na Copa Américi, što im je najbolji dosadašnji rezultat. 
Ekvador je pod vodstvom zvijezda kao što su Washington Muñoz, Alberto Spencer, Carlos Raffo, Enrique Raymondi i Jorge Bolaños izborio play-off protiv Perua, no nakon play-offa izbacio ga je Čile. To je bilo najbliže što su došli do kvalifikacija za završni turnir, sve do kvalifikacija za SP u Južnoj Koreji i Japanu 2002. godine kada su prvi put prošli kvalifikacije u kojima su bili iza Argentine i za bod ispred Brazila. Agustín Delgado bio je najbolji strijelac kvalifikacija s 9 pogodaka, kao i Hernan Crespo iz Argentine. Alex Aguinaga, Iván Kaviedes, Iván Hurtado i Ulises de la Cruz bile su druge zvijezde kampanje koja je bila pod vodstvom kolumbijca Hernána Daríoa Bolilloa Gómeza. Iako nisu prošli skupinu, porazili su Hrvatsku 1:0 koja je na Svjetskom prvenstvu u Francuskoj bila treća. 
Slaba igra na Copi Américi 2004. u Peruu dovela je do Gómezove ostavke, kojeg je zamijenio njegov sunarodnjak Luis Fernando Suárez. On ih je odveo na SP u Njemačkoj 2006. kao trećeplasirane na kvalifikacijama. U skupini A s Njemačkom, Poljskom i Kostarikom bili su drugi i prvi put u povijesti kvalificirali su se u osminu finala, gdje ih je izbacila Engleska. 
Nakon toga plasirali su se još dva puta na Svjetsko prvenstvo (2014. i 2022.) te dvaput prošli grupnu fazu Copa Américe (2016. i 2021.).

## Uspjesi na Svjetskom prvenstvu
- 1930. do 1938. – nisu ušli
- 1950. – odustali
- 1954. – nisu ušli
- 1958. – nisu ušli
- 1962. do 1998. – nisu se kvalificirali
- 2002. – 1. krug
- 2006. – Osmina finala
- 2010. – nisu se kvalificirali
- 2014. – 1. krug
- 2018. – nisu se kvalificirali
- 2022. – 1. krug

## Uspjesi na Copi Américi
| - 1916. – 1937. – nisu ušli - 1939. – četvrtfinale - 1941. – četvrtfinale - 1942. – četvrtfinale - 1945. – četvrtfinale - 1946. – odustali - 1947. – četvrtfinale - 1949. – četvrtfinale - 1953. – četvrtfinale - 1955. – četvrtfinale - 1956. – odustali - 1957. – četvrtfinale - 1959. – odustali - 1959. – četvrtfinale - 1963. – četvrtfinale - 1967. – nisu se kvalificirali - 1975. – 1. krug |  | - 1979. – 1. krug - 1983. – 1. krug - 1987. – 1. krug - 1989. – 1. krug - 1991. – 1. krug - 1993. – 4. mjesto - 1995. – 1. krug - 1997. – četvrtfinale - 1999. – 1. krug - 2001. – 1. krug - 2004. – 1. krug - 2007. – 1. krug - 2011. – 1. krug - 2015. – 1. krug - 2016. – četvrtfinale - 2019. – 1. krug - 2021. – četvrtfinale |

## Trenutačni sastav
Ekvadorski izbornik objavio je konačni popis igrača za Svjetsko prvenstvo 2022. 14. studenog 2022.
Nastupi i golovi zadnji put su ažurirani 12. studenog 2022. nakon utakmice protiv Iraka.
| 0#0 | Poz. | Igrač                    | Datum rođenja (dob) | Nastupi | Golovi | Klub                    |
| --- | ---- | ------------------------ | ------------------- | ------- | ------ | ----------------------- |
| 1   | G    | Hernán Galíndez          | 30. ožujka 1987.    | 12      | 0      | Aucas                   |
| 2   | B    | Félix Torres             | 11. siječnja 1997.  | 17      | 2      | Santos Laguna           |
| 3   | B    | Piero Hincapié           | 9. siječnja 2002.   | 21      | 1      | Bayer Leverkusen        |
| 4   | B    | Robert Arboleda          | 22. listopada 1991. | 33      | 2      | São Paulo               |
| 5   | V    | José Cifuentes           | 12. ožujka 1999.    | 11      | 0      | Los Angeles FC          |
| 6   | B    | William Pacho            | 16. listopada 2001. | 0       | 0      | Antwerp                 |
| 7   | B    | Pervis Estupiñán         | 21. siječnja 1998.  | 28      | 3      | Brighton & Hove Albion  |
| 8   | V    | Carlos Gruezo            | 19. travnja 1995.   | 45      | 1      | FC Augsburg             |
| 9   | V    | Ayrton Preciado          | 17. srpnja 1994.    | 25      | 3      | Santos Laguna           |
| 10  | V    | Romario Ibarra           | 24. rujna 1994.     | 25      | 3      | Pachuca                 |
| 11  | N    | Michael Estrada          | 7. travnja 1996.    | 35      | 8      | Cruz Azul               |
| 12  | G    | Moisés Ramírez           | 9. rujna 2000.      | 2       | 0      | Independiente del Valle |
| 13  | N    | Enner Valencia (kapetan) | 4. studenoga 1989.  | 74      | 35     | Fenerbahçe              |
| 14  | B    | Xavier Arreaga           | 28. rujna 1994.     | 18      | 1      | Seattle Sounders FC     |
| 15  | V    | Ángel Mena               | 21. siječnja 1988.  | 46      | 7      | León                    |
| 16  | V    | Jeremy Sarmiento         | 16. lipnja 2002.    | 9       | 0      | Brighton & Hove Albion  |
| 17  | B    | Ángelo Preciado          | 18. veljače 1998.   | 25      | 0      | Genk                    |
| 18  | B    | Diego Palacios           | 12. srpnja 1999.    | 12      | 0      | Los Angeles FC          |
| 19  | V    | Gonzalo Plata            | 1. studenoga 2000.  | 30      | 5      | Valladolid              |
| 20  | V    | Sebas Méndez             | 26. travnja 1997.   | 32      | 0      | Los Angeles FC          |
| 21  | V    | Alan Franco              | 21. kolovoza 1998.  | 25      | 1      | Talleres                |
| 22  | G    | Alexander Domínguez      | 5. lipnja 1987.     | 68      | 0      | LDU Quito               |
| 23  | V    | Moisés Caicedo           | 2. studenoga 2001.  | 25      | 2      | Brighton & Hove Albion  |
| 24  | N    | Djorkaeff Reasco         | 18. siječnja 1999.  | 4       | 0      | Newell's Old Boys       |
| 25  | B    | Jackson Porozo           | 4. kolovoza 2000.   | 5       | 0      | Troyes                  |
| 26  | N    | Kevin Rodríguez          | 4. ožujka 2000.     | 1       | 0      | Imbabura                |

## Poznati igrači
- Álex Aguinaga
- Agustín Delgado
- Eduardo Hurtado
- Iván Hurtado
- Alberto Spencer
- Felipe Caicedo
- Christian Benítez
- Antonio Valencia
- Enner Valencia